# Лю (китайський рід)
Китайський рід Лю (劉/刘) — рід, що правив Китаєм після падіння династії Цінь. Імператори цього роду входили до династії Хань та Шу.

## Періоди правління
Правління династії Хань поділяється на два великі періоди:
206 до н. е. — 24 роки. В цей час столиця династії знаходилась у місті Чан'ань.
- Рання Хань (спрощ.: 前汉; кит. трад.: 前漢; піньїнь: Qián Hàn) або
- Західна Хань (спрощ.: 西汉; кит. трад.: 西漢; піньїнь: Xī Hàn

25 — 220 роки. В цей час столиця династії знаходилась у місті Лояні.
- Пізня Хань (спрощ.: 后汉; кит. трад.: 後漢; піньїнь: Hòu Hàn) або
- Східна Хань (спрощ.: 东汉; кит. трад.: 東漢; піньїнь: Dōng Hàn)

Поняття на Західна і Східна Хань прийнято вживати в історіографії для уникнення плутанини із династією Пізня Хань періоду п'яти династій і десяти царств.

Династія Шу існувала протягом 221—263 років.

## Імператори та роки їх правління

### Династія Хань
- Лю Бан — 28 лютого 202 р. до н.е — 1 червня 195 до н. е.
- Лю Їн — 195 — 188 р. до н. е.
- Лю Ґун — 188 — 184 р. до н. е.
- Лю Хун — 180 р. до н. е.
- Лю Хен — 180 — 157 р. до н. е.
- Лю Ці — 157 — 141 р. до н. е.
- Лю Че — 141 — 87 р. до н. е.
- Лю Фулін — 87 — 74 р. до н. е.
- Лю Хе — 74 р. до н. е. (пробув імператором 27 днів)
- Лю Бін'і — 74 — 49 р. до н. е.
- Лю Ши — 48 — 33 р. до н. е.
- Лю Ао — 33 — 7 р. до н. е.
- Лю Сінь — 7 — 1 р. до н. е.
- Пін-ді — 1 до н. е. — 6 р. н. е.
- Лю Їн — 6 — 9 р. н.е
- Лю Сюань — 23 — 25 р.
- Лю Пенцзи — 25 — 27 р.
- Ґуан У (Лю Сю) — 25 — 57 р.
- Лю Чжуан — 58 — 75 р.
- Лю Да — 75 — 88 р.
- Лю Чжао — 88 — 106 р.
- Лю Лун — 106 р.
- Лю Ху — 106 — 125 р.
- Лю Бао — 125 — 144 р.
- Лю Бін — 144 — 145 р.
- Лю Цзуань — 145 — 146 р.
- Лю Чжи — 1 серпня 146 — 25 січня 168 року
- Лю Хун — 168 — 189 р.
- Лю Бянь — 15 травня — 28 вересня 189 року
- Лю Сє — 28 вересня 189 — 25 листопада 220 року

### Династія Шу
- Лю Бей — 15 травня 221 — 10 червня 223 року
- Лю Шань — червень 223 — грудень 263 року

## Інші родичі
- Лю Хун — астроном